# Лаймска болест
Лаймската болест (Morbus laimi, Лаймска борелиоза, борелиозис бургдорфери или само борелиоза) е инфекциозно заболяване, причинявано от поне четири различни вида бактерии представители на рода Борелия. Борелия бургдорфери е основният причинител на болестта в Северна Америка, докато Борелия афзелии, Борелия гаринии, Borrelia spielmanii и др. причиняват повечето случаи в Европа и Азия. Въпреки сравнително бавната им скорост на делене бактериите от род Borrelia успешно мутират и напоследък се откриват нови видове, както и различни щамове на вече известните. Напоследък се докладват случаи от Австралия и Африка.
Борелиите са уникални с т.нар. ендофлагела и начина на движение. Ендофлагелата е разположена в периплазменото пространство между полутвърда пептидогликанова основа и многослойна подвижна външномембранна обвивка. Когато филаментите се съкращават борелията се движи с въртеливи, подобни на отварачка, движения. Широко разпространени са във вискозна среда – водни седименти, биофилми, мукозни тъкани, серум и чревен тракт на хора. Начинът им на движение е адаптация към характеристиките на средата. Локализирането на флагелата, която нормално е основен бактериален антиген, във вътрешността на клетката им позволява да я скрият от имунната система на гостоприемника. Възможностите им за рекомбинантност на външния протеин VlsE е един от механизмите за реинфекция и избягване на имунния отговор.
Борелиите са едни от малкото патогенни бактерии, които могат да живеят без желязо. В ензими, участващи в жизнените процеси на микроорганизма желязо‐сулфидните съединения са заменени с манган. Така избягват проблема на останалите патогенни бактерии да се борят с клетките на хазяина за достъп до железни йони. Третият по ред организъм на земята с напълно секвениран геном (1997 г.) след H.influenzae и M.genitalium през 1995 г. Геномът съдържа 910 725 базови двойки и 853 гена. Борелиите имат бавна скорост на делене и това е един от методите им за избягване на имуния отговор на гостоприемника.
Заболяването е наречено на градовете Лайм и Олд Лайм в Кънетикът, САЩ, където е диагностицирано за пръв път през 1975 г. като отделно и специфично състояние.
Лаймската болест е най-честото заболяване предавано от кърлежи в северното полукълбо. Borrelia се разпространява у хората след ухапване от твърдите еленови кърлежи. Съобщавани са случаи, при това потвърдени серологично, на пренасяне на лаймска болест чрез бълхи, някои видове мухи и комари. Ранните симптоми включват висока температура и втрисане, главоболие, прострация, депресия и доста често – характерен патогномостичен симптом наречен еритема мигранс (на латински: Erythema chronicum migrans). Оставена без лечение, признаците на болестта прогресират като се проявяват в ставите, сърцето, лимфната система и централната нервна система. В повече от случаите (около 80%) симптомите изчезват при адекватно антибиотично лечение, стига да се постави навременна и правилна диагноза. Забавено, недостатъчно като продължителност или неадекватно лечение може да доведе до сериозни и трудно лечими или нелечими последствия. Благодарение на различните форми на бактерията (спирохетна, L-форма, циста и обвити в биофилм колонии) в много случаи е наблюдавана резистентност към различни антибиотици, включително и към обичайно прилаганите в съвременната медицина 
. Това би обяснило и колебанието и несигурността на серологичните тестове, които се основават на антитела отговарящи на клетъчната стена на бактерията . Най-нови изследвания показват, че този плеоморфизъм на бактерията изисква и различно медикаментозно третиране. Докладвани са случаи на подобрение на симптоматиката след повторно антибиотично третиране.
Новите изследвания сочат по-висока честота на заразеност на кърлежите с участващите в коинфекциии бактерии. В случаите на коинфекция се изисква комплексна терапия. В популярни информационни блогове се посочва, че около 10% от кърлежите в България са носители на борелии. Това е манипулация на общественото мнение, тъй като подобна статистика е невъзможно да се направи и тя не стои на научни методи – в страната няма лаборатория, която да прилага културиране на бактерията и не може да се отчете процентът (а той е висок) на грешката от фалшиво негативните PCR анализи на кърлежите.
Приеманият за психичен синдром и несъществуваща фантазия (Delusional parasitosis) Моргелонов синдром (Morgellons disease или Morgellons syndrome) в много случаи е причиняван от бактериите на Borrelia burgdorferi .

## Исторически сведения за заболяването
Първите сведения за заболяването датират от месец ноември 1975 г., когато две деца от Олд Лайм заболяват. Първите проучвания на естеството на болестта са проведени в края на 1970-те, но бактериалният произход на болестта е доказан едва през 1981 година, когато Борелия бургдорфери (B. burgdorferi) е идентифицирана от Уили Бъргдорфър, който изолира причинителя от кърлежа Dermacentor variabilis. Преди това обаче е разкрита връзката на заболяването с ухапването от кърлеж. Това става от А. Спилмън (A. Spielman) през 1977 г., който доказва преносителството от кърлежа Иксодес дамини (Ixodes dammini).
Съществуват писмени сведения, които показват, че признаците на заболяването са известни още преди столетие. Така например през 1883 г. и 1902 г. е описан acrodermatitis chronica atropicans , една от формите на лаймската болест. През 1909 г. пред Дружеството на дерматолозите в Стокхолм е докладван случай на пациент със специфично заболяване след ухапване от кърлеж, което е наречено erythema chronicum migrans. През 1922 г. във Франция и 1941 г. в Германия са описани различни поражения на нервната система след ухапване от кърлеж. По-рядко срещаният синдром лимфаденоза е описан през 1943 г.
Първият случай на лаймска болест в България е открит и описан през 1987 г., доказан серологично в Швейцария.

## Разпространение
Борелиозата е разпространена в североизточната умерено-континентална част на САЩ и в райони на Централна Азия, Южна, Централна и предимно Северна Европа. От началото на епидемиологично наблюдение в САЩ, само в щата Ню Йорк са регистрирани над 95 000 случаи на болестта
Заболеваемостта в Европа е между 0,3 и 130 на 100 000. Поради непоносимостта към по-топъл климат, най-засегнати в Европа са скандинавските държави и централните планински части на континента. Болестта се среща и в България. Българските епидемиологични служби докладват около 600 – 800 случая годишно (10 – 12 на 100 000), най-често при деца и възрастни между 45 – 65 години. През 1990-те години ежегодно са регистрирани средно по около 300 случая, като в последните години броят значително се увеличава. Наблюденията показват, че съществуват природни огнища в Бургаска, Варненска, Шуменска, Великотърновска, Видинска и други области.

## Епидемиология